# لوفاستاتين
لوفاستاتين أحد الأدوية التي تنتمي إلى مجموعة الستاتين (أو مثبطات إنزيم HMG-CoA) وهي ادوية مخفضة للكوليسترول .
ويتوفر لوفاستاتين بجرعات مختلفة لكن أكثرها استخداما هو 20ملغ .
وقد انحسر استخدام لوفاستاتين بعد انتشار الأدوية الأحدث منه وتنتمى لمجموعته ذاتها ولها الكفاءة الأفضل مثل سيمفاستاتين ورسيوفاستاتين وأتورفاستاتين .

## أصل الدواء
لوفاستاتين هو في الأصل مادة طبيعية من الممكن استخلاصها من فطر محاري أو من خميرة الرز الحمراء .

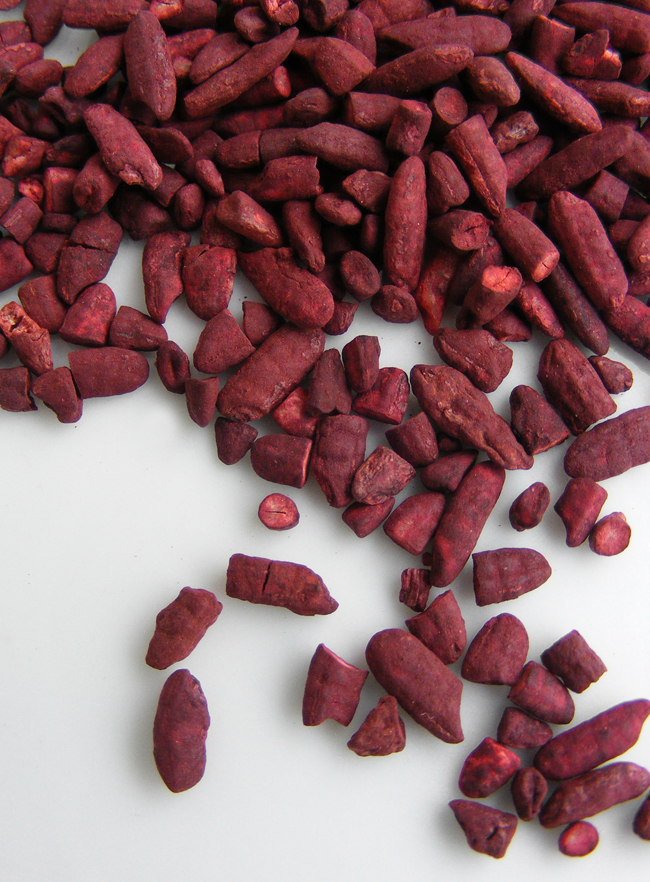
خميرة الرز الحمراء

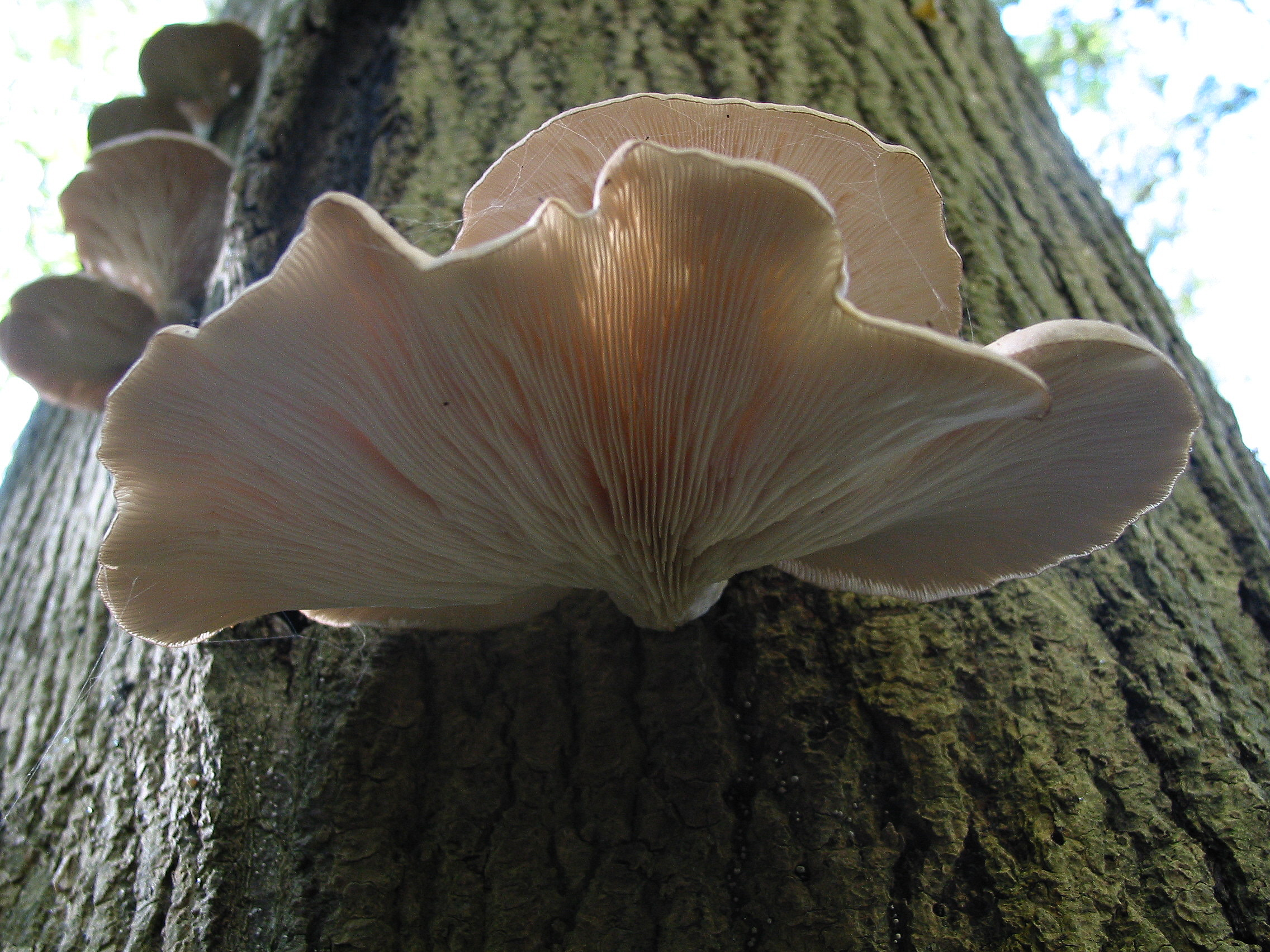
فطر محاري

## معرض صور

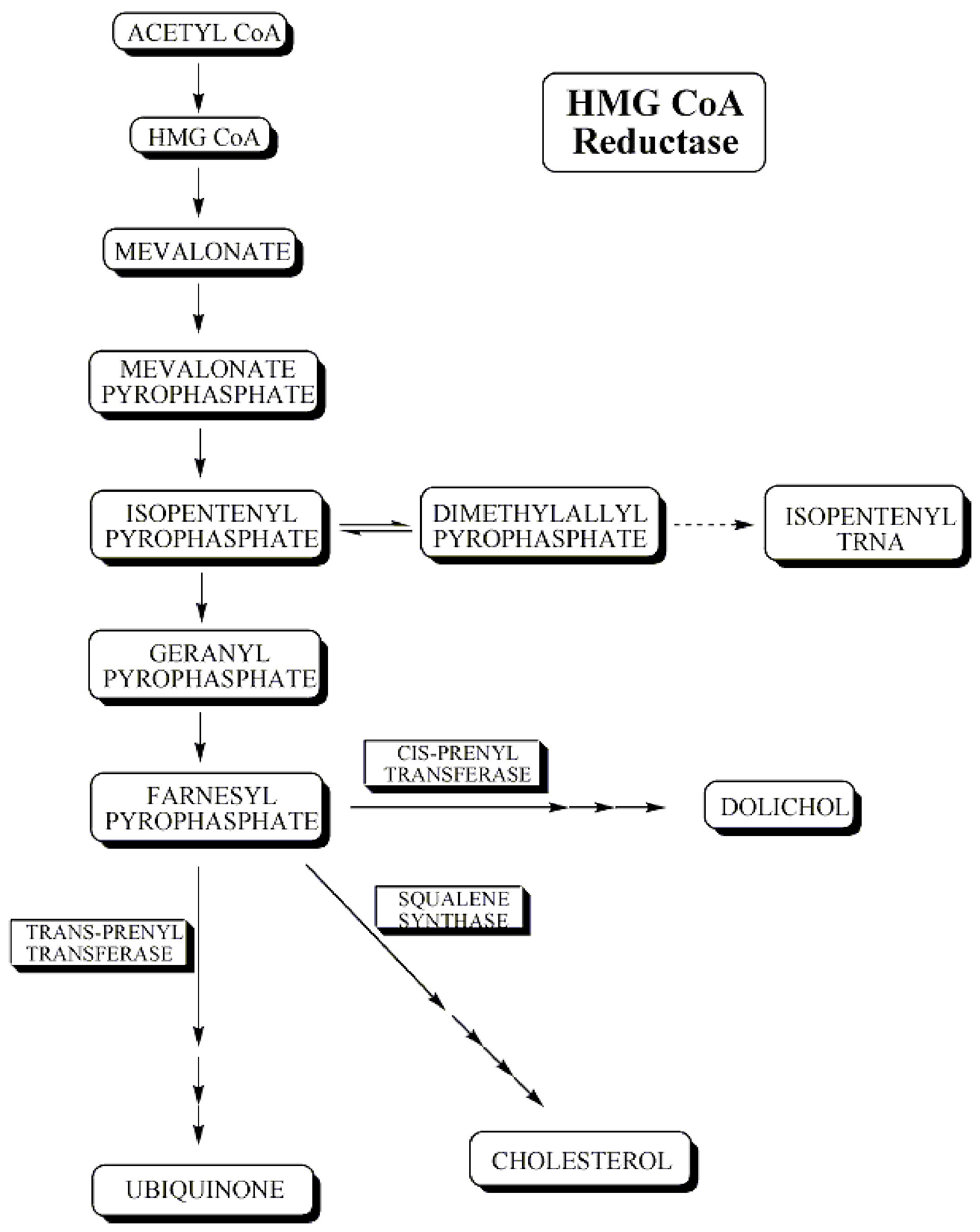
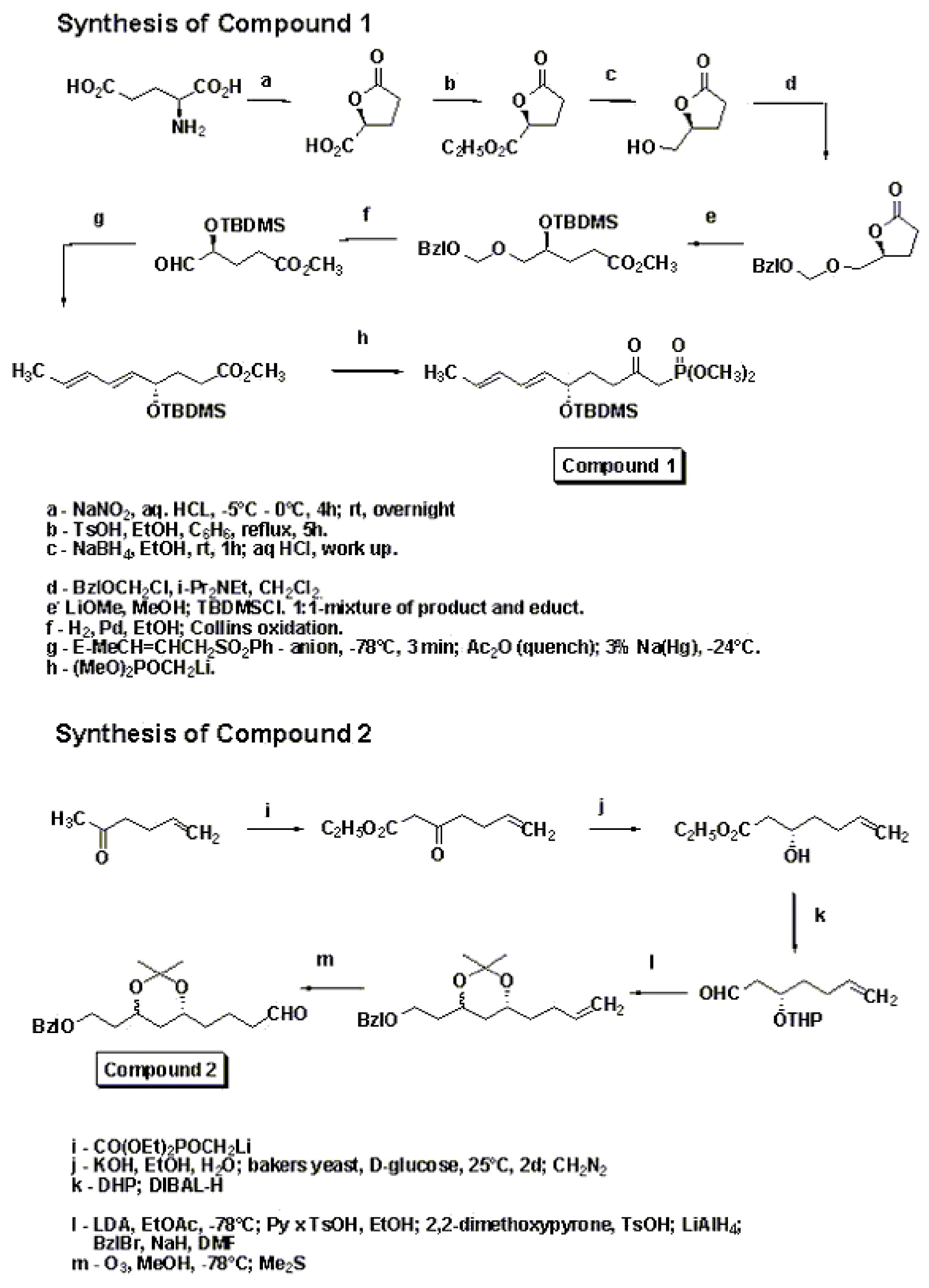
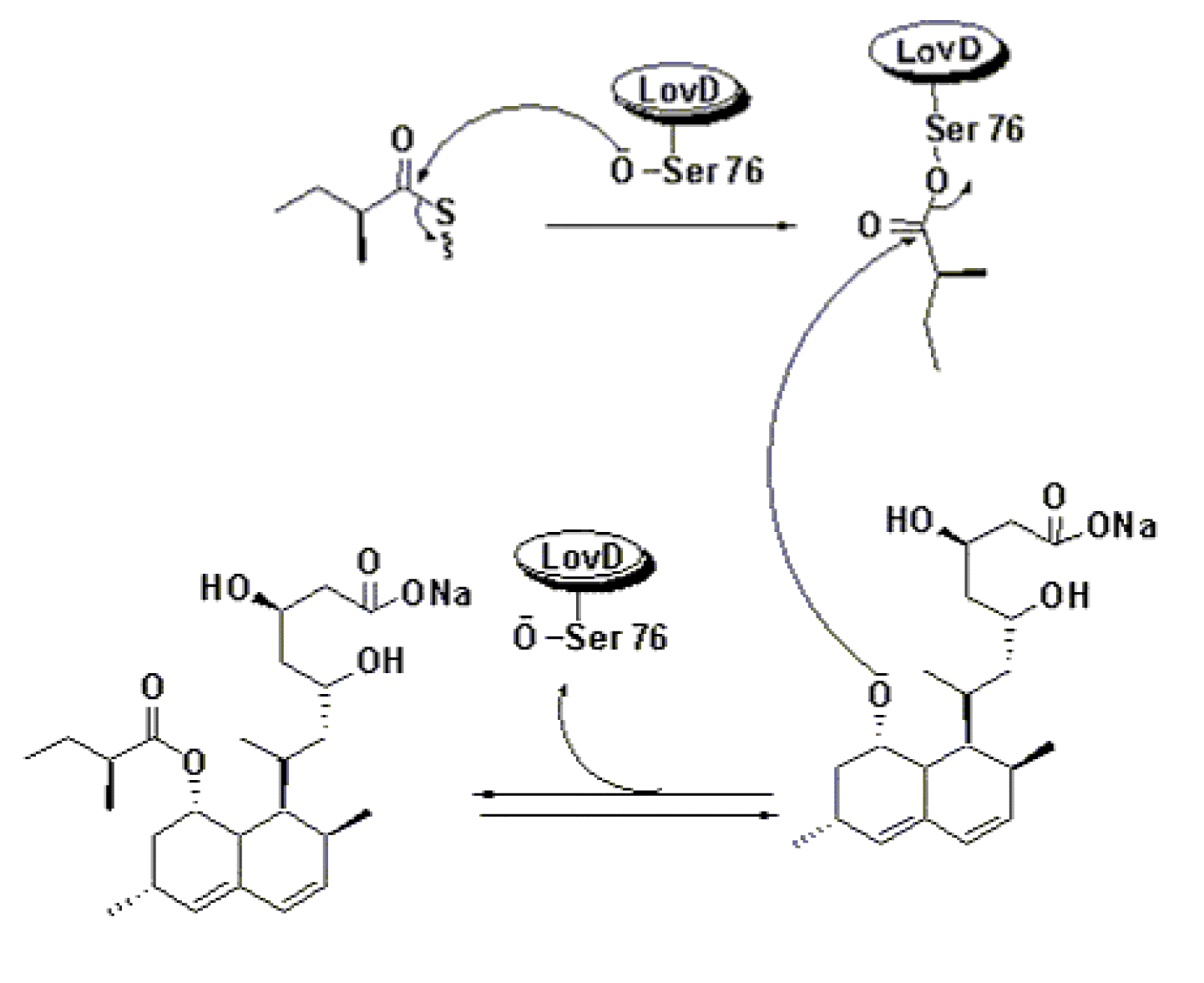
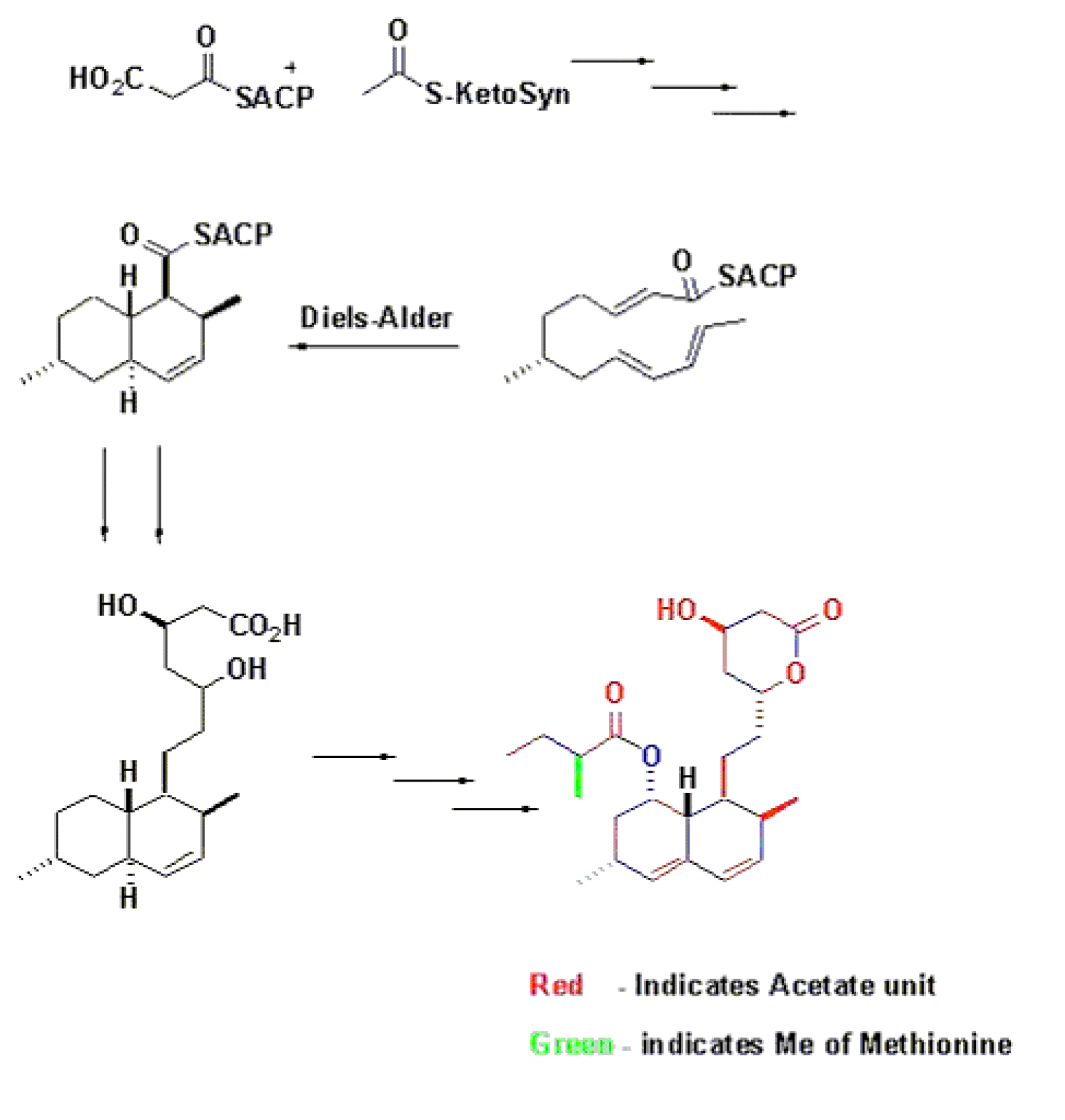
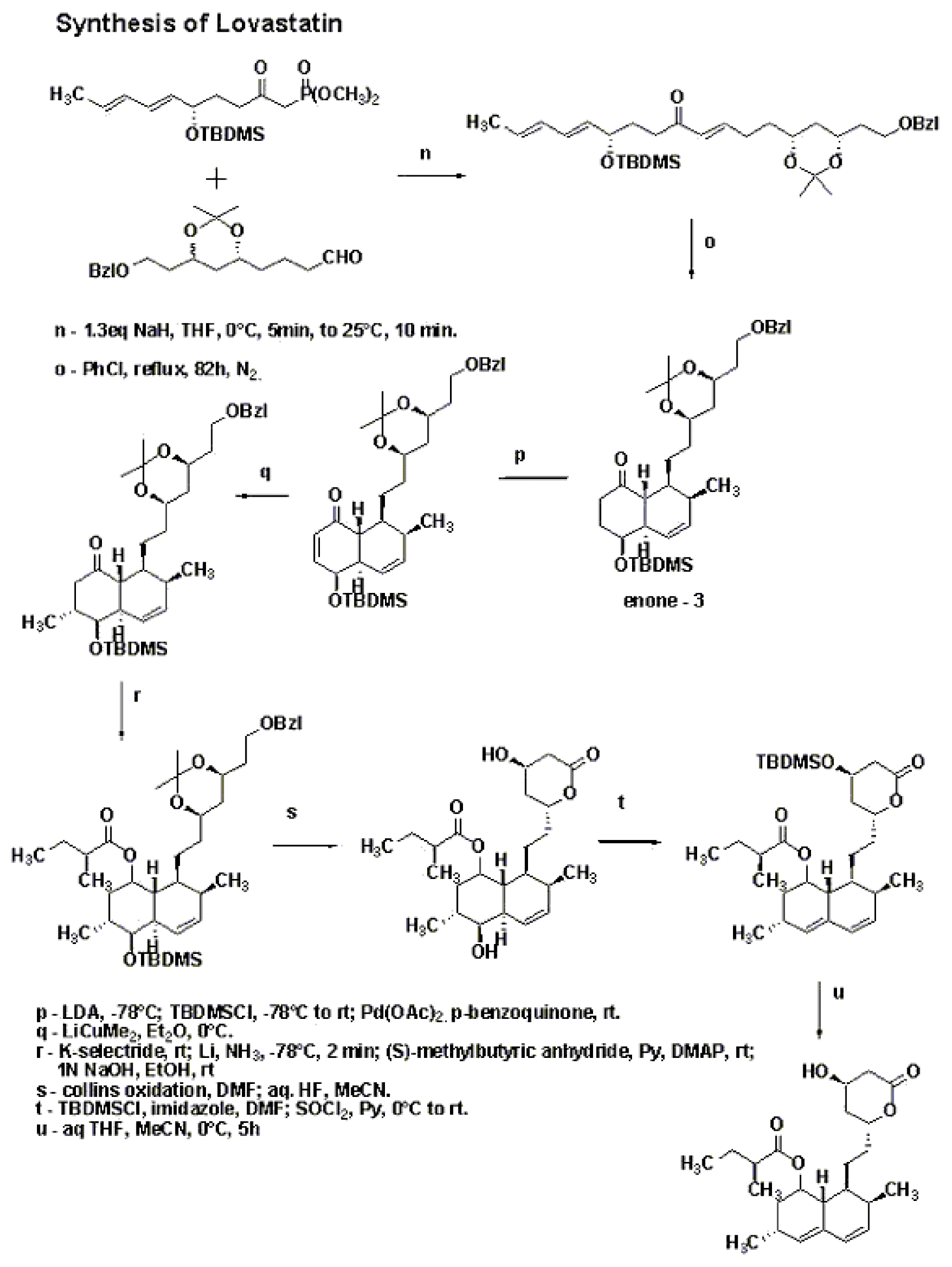
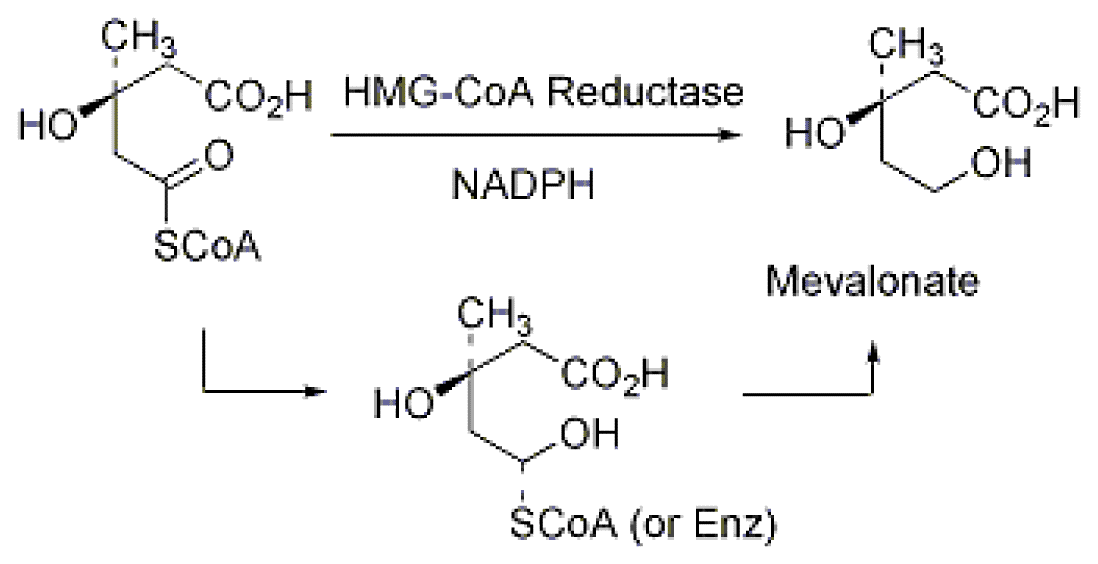